# 錢氏鲶
錢氏鯰為輻鰭魚綱鯰形目鯰科的其中一種，為溫帶淡水魚，分布於亞洲敘利亞底格里斯河流域，體長可達118公分，棲息在底層水域，生活習性不明
。

## 扩展阅读
維基物種上的相關：錢氏鯰